# Кацика
Кацика (на гръцки: Κατσίκα) е ниска планина в Гърция, в западната част на Халкидическия полуостров.

## Описание
Кацика е малка планина в западния край на Халкидическия полуостров. В нея е разположена известната праисторическа Петралонска пещера или Червените камъни. В пещерата са открити кости на праисторически животни (хищници и тревопасни) като мечки, лъвове, хиени, елени, коне и други, както и череп на праисторически човек. Площта на пещерата е 10 400 m2, а дължината на пътя през нея 1680 m. Белите и разноцветни сталактити и сталагмити я правят една от най-красивите пещери в Гърция.
Скалите на планината са гранити и конгломерати.
Изкачването до върха може да стане от село Петралона (Текели, 270 m) за около 1,30 часа.
| Име    | Име     | Височина | Местоположение   |
| ------ | ------- | -------- | ---------------- |
| Кацика | Κατσίκα | 643 m    | СИ над Петралона |
| Кукос  | Κούκκος | 545 m    | ССИ над Крини    |